# Grabstein

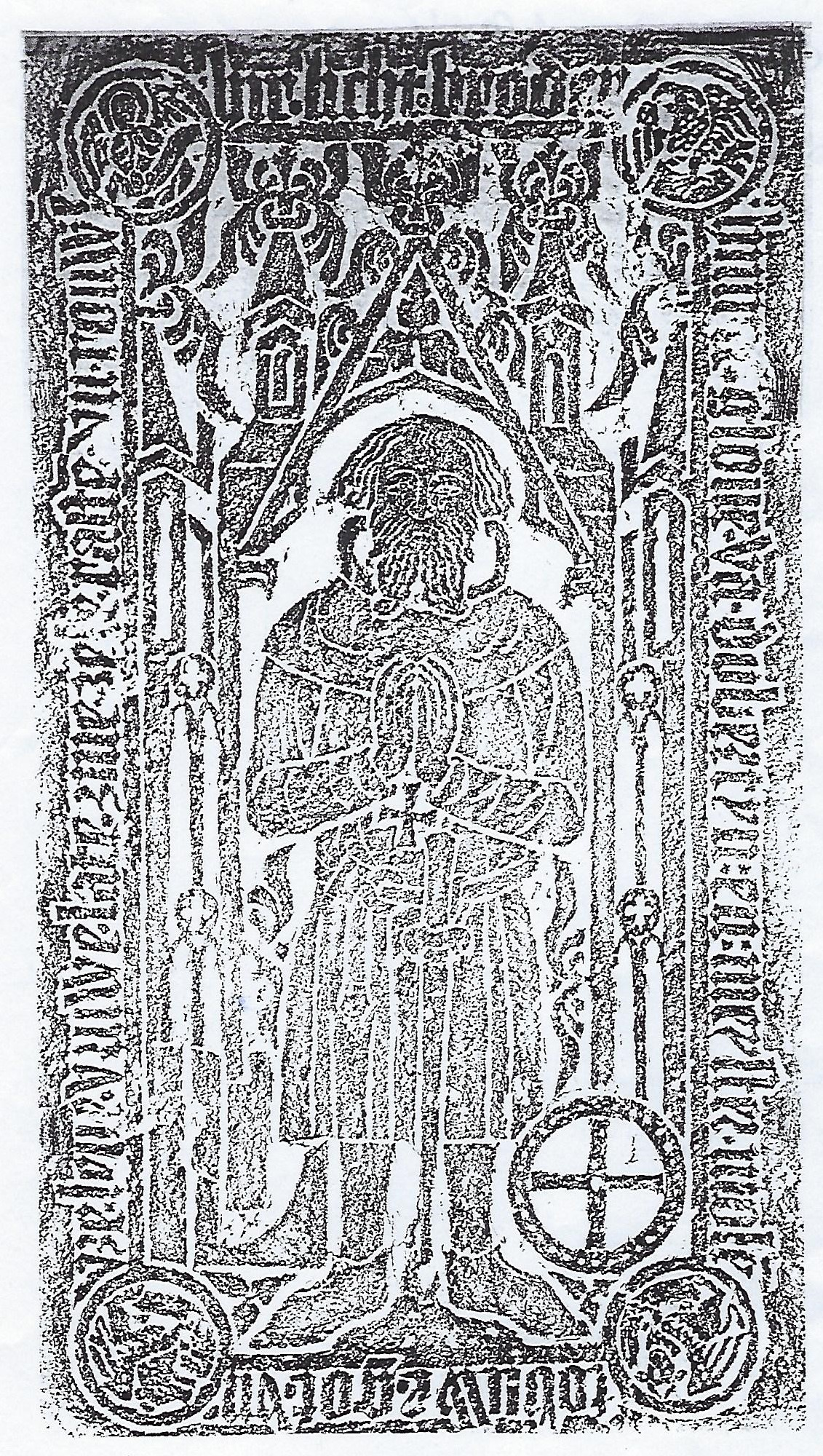
Abrieb einer Grabplatte im Kreuzgang des Klosters Dobbertin (1371)

Grabsteine (veraltet auch „Leichensteine“) sind bearbeitete, meist beschriftete massive monolithische Natursteine, die auf Friedhöfen in der Regel am Kopfende eines Grabes freistehend aufgestellt sind: Sie dienen in den meisten Kulturen und allen großen Religionen zum Totengedenken sowie zur oberirdischen Kennzeichnung einer Grabstelle. Darüber hinaus haben sie aufgrund ihres sehr langlebigen Materials einen immanenten Bezug zur Ewigkeit.
Heutige Grabsteine weisen im Regelfall die Namen und Lebensdaten des oder der Verstorbenen auf, ein Kreuz oder andere Symbole und manchmal kleine Bilder oder einen Grabspruch. Die Gestaltung kann durch eine Friedhofsordnung geregelt sein. In alpinen Regionen oder kurz nach der Beisetzung eines Verstorbenen sind statt Grabsteinen auch Grabkreuze üblich (früher auch „Totenbretter“).

## Geschichte

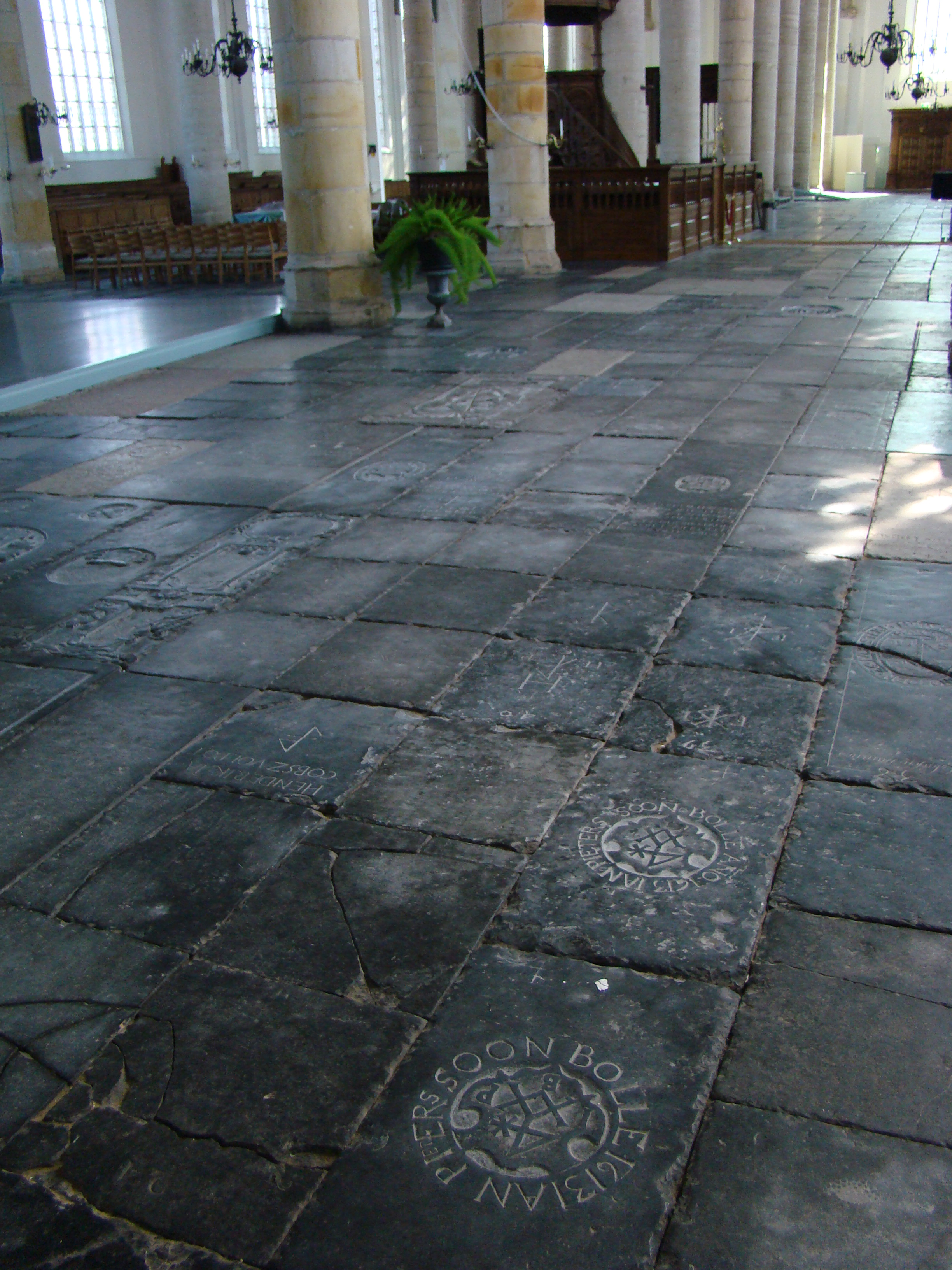
Grabplatten des 17. und 18. Jahrhunderts auf dem Fußboden der Kirche St. Gommarus in Enkhuizen

In der Antike wurden außerhalb von griechischen, griechisch-römischen und römischen Städten ganze Gräberstraßen angelegt (Athen, Pompeji, Via Appia bei Rom), die neben kleinen Baulichkeiten, Tempeln und Monumenten mit zahlreichen Grabsteinen (Stelen) besetzt waren. Römische Grabsteine mit Inschriften und Reliefdarstellungen fanden sich überall dort, wohin sich die römische Herrschaft und Kolonisation erstreckte.
Die christlichen Gemeinden übernahmen die römische Sitte, ihre Toten vor den Toren der Stadt (manchmal in Steinsarkophagen) beizusetzen und zur Ehrung und Erinnerung Grabsteine aufzustellen. Mit der aus der Reliquientranslation ins Innere der Kirchengebäude einhergehenden Suche nach dem fürbittenden Beistand der Heiligen entwickelte sich der Brauch, den geistlichen und weltlichen Adel, später auch wohlhabende, um die Kirche verdiente Bürger unter dem Fußboden der Kirchen, Kapellen und Kreuzgänge zu bestatten. Als äußeres Zeichen des Bestattungsortes wurden oberhalb des Fußbodens Grabplatten mit Inschriften und den Reliefbildnissen der Verstorbenen eingelassen. Diese Grabplatten wurden entweder aus Marmor, Sand-, Kalkstein, Granit, Schiefer oder auch Metall (Messing, Bronze) gefertigt. Als der Fußboden der Kirchen nicht mehr ausreichte, wurden die Grabplatten an den Wänden und Pfeilern der Kirchenschiffe und Kapellen aufrecht stehend befestigt. Im weiteren Verlauf wurden auch die in den Fußboden eingelassenen Grabplatten aufgerichtet, um sie vor der Zerstörung durch den Abrieb der Fußtritte zu schützen. Andere Gemeindemitglieder wurden außerhalb der Kirche im unmittelbar angrenzenden Terrain (Kirchhof) bestattet. Hier wurden ebenfalls Grabsteine errichtet, die oft an den Kirchenmauern befestigt wurden. Seit dem 18. Jahrhundert setzten sich aufrecht stehende Stelen durch. In der Zeit vom 17. bis zum 19. Jahrhundert wurden Grabsteine in manchen Regionen mit langen biographischen Inschriften versehen. Sie werden deshalb mitunter als „redende“ oder „sprechende“ Steine bezeichnet.
Da Grabsteine aus Granit und anderen Gesteinen teuer waren, wurden vielfach Grabmäler oder Kreuze aus Holz verwendet, die jedoch infolge der geringeren Haltbarkeit oft vergingen. Vielerorts werden in neuerer Zeit Holzkreuze als provisorische Kennzeichnung des Grabes – bis zum Setzen des endgültigen Grabsteins – benutzt. In Süddeutschland und der Alpenregion finden sich häufig Grabkreuze aus Schmiedeeisen, im 19. Jahrhundert waren zeitweise Kreuze aus Gusseisen beliebt. Auf den friesischen Inseln verwendeten die Walfänger Walknochen; insbesondere auf Vlieland sind solche Monumente noch erhalten geblieben.
Neben Grabsteinen, die die tatsächliche Ruhestätte eines Verstorbenen markieren, sind seltener auch solche zu finden, die lediglich an eine anderswo bestattete Person erinnern. So gibt es auf Familiengrabstätten Inschriften oder gesonderte Tafeln zur Erinnerung an Angehörige, die nicht im Familiengrab beerdigt werden konnten, weil sie z. B. im Krieg gefallen sind und auf einem Soldatenfriedhof bestattet wurden.
Früher wurden alte Grabsteine oft auch für andere Zwecke, wie etwa Treppenstufen, wiederverwendet. Die Weiterverwendung zeitgenössischer Grabsteine nach Ablauf der Grabnutzungsrechte ist stark umstritten. Teilweise werden vor einer Weiterverwendung für profane Zwecke die Inschriften unkenntlich gemacht, da es von den Angehörigen der verstorbenen Person meist als pietätlos empfunden wird, wenn sie den wiederverwendeten Grabstein in einem anderen Zusammenhang antreffen. Im Jahr 2017 berichteten Medien über einen solchen Fall, bei dem ein Grabstein mit Inschrift in einem Vergnügungspark als Bestandteil der Dekoration eines „Geisterhauses“ aufgestellt und dort zufällig von Angehörigen entdeckt worden war.
Während die Entfernung von Grabsteinen im Christentum bzw. auf nichtkonfessionellen Friedhöfen nach Ablauf einer gewissen Zeit allgemein üblich ist, kennt das Judentum keine zeitlich begrenzte Ruhezeit. Gräber und Grabsteine sollen möglichst „auf immer“ erhalten bleiben. Daher weisen alte jüdische Friedhöfe meist eine sehr große Zahl dicht nebeneinander stehender Steine auf. Umgekehrt ist daher die Schändung jüdischer Friedhöfe seit dem Mittelalter bis in die Gegenwart ein besonders stark antijüdisch bzw. antisemitisch geprägtes Vergehen.
Viele Friedhofssatzungen enthalten die Bestimmung, dass nach Ablauf der Ruhefrist die Angehörigen eines Verstorbenen den Grabstein innerhalb einer bestimmten Frist entfernen können. Verzichten sie darauf, geht das Eigentum an dem Grabstein auf die Friedhofsverwaltung über. Diese kann den Stein dann entsorgen oder anderweitig verwenden. Letzteres geschieht wegen der verhältnismäßig hohen Kosten für einen sorgfältigen Abbau jedoch nur selten (siehe unten), Ausnahmen sind künstlerisch oder historisch wertvolle Grabsteine, die dann an anderer Stelle aufgestellt werden.

## Grabsteine in verschiedenen Kulturen

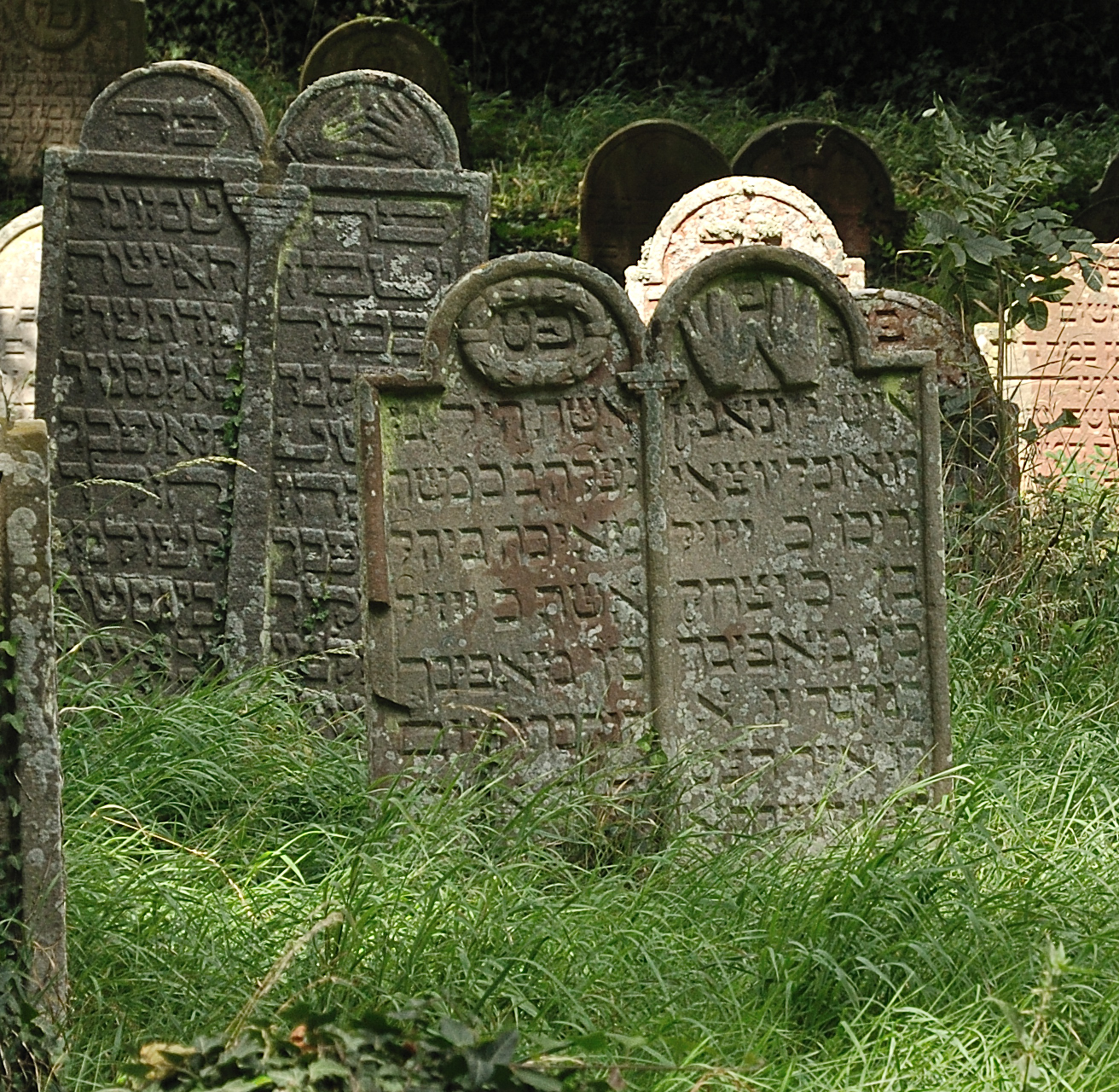
Mazewot auf dem jüdischen Friedhof in Essingen mit segnenden Händen der Kohanim

### Christliche Traditionen
Bei Gräbern in christlichen Kulturen werden meist der Name der Verstorbenen und das Geburts- und Todesdatum (oder nur das Jahr) angegeben. Insbesondere in katholischen Ländern sind Bilder der Verstorbenen üblich. Grabsteine werden oft mit biblischer Ornamentik versehen, im evangelischen Raum sind auch Bibelsprüche auf folgende Äußerung Luthers hin üblich:

„Wenn man auch sonst die Gräber wollte ehren, wäre es fein, an die Wände, wo sie da sind, Sprüche aus der Schrift darüber zu malen oder zu schreiben, dass sie vor Augen wären, denen, so zur Leiche oder auf den Kirchhof gingen.“

### Jüdische Grabsteine
Jüdische Grabsteine heißen Mazewa (Plural: Mazevot) und sind oft mit Symbolen versehen (z. B. Segnende Priesterhände, Levitenkanne, Schofar), die auf die Bedeutung des Toten im Leben hinweisen sollen. Oft ist die Inschrift auf einer Seite hebräisch, auf der anderen in der Landessprache der Bestattung. Es ist üblich, dass die Hinterbliebenen bei einem Besuch des Grabes einen (dauerhaften) Kieselstein auf den Grabstein des Toten legen. Dafür sind (lebende, also verderbende) Blumen oder Pflanzen nicht gebräuchlich. Die Kieselsteine, die traditionell auf jüdische Grabsteine gelegt werden, heißen auf (hebräisch אבן זכרון even zikaron), was „Erinnerungsstein“ bedeutet. Auf Jiddisch werden sie als „steinlekh“ bezeichnet, was einfach „Steinchen“ oder „kleine Steine“ bedeutet. Das Ablegen von Kieselsteinen auf einem Grab ist ein Akt des Gedenkens und des Respekts, der symbolisiert, dass der Besucher das Grab nicht vergessen hat.

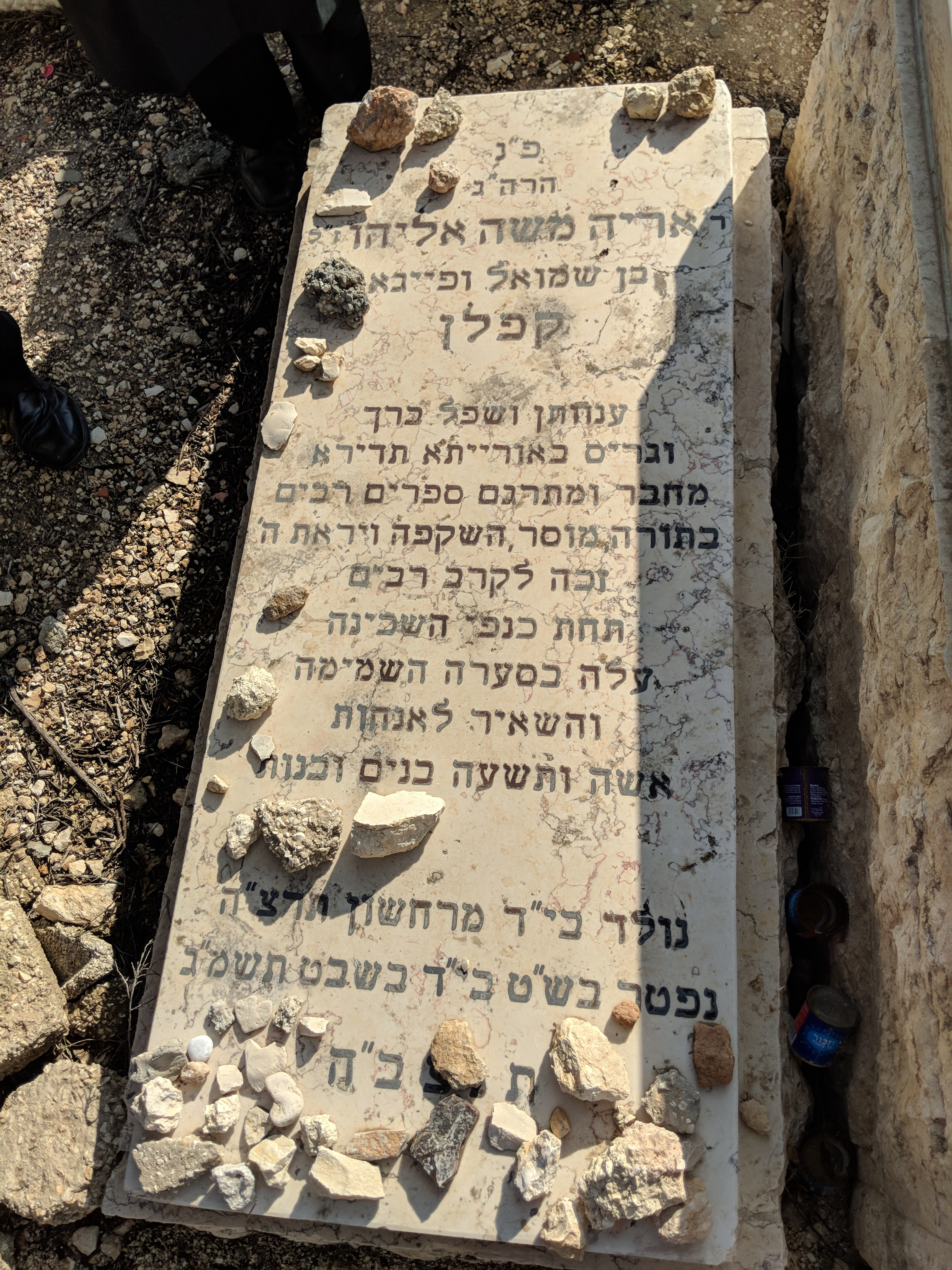
Jüdischer Grabstein mit (oder steinlekh)

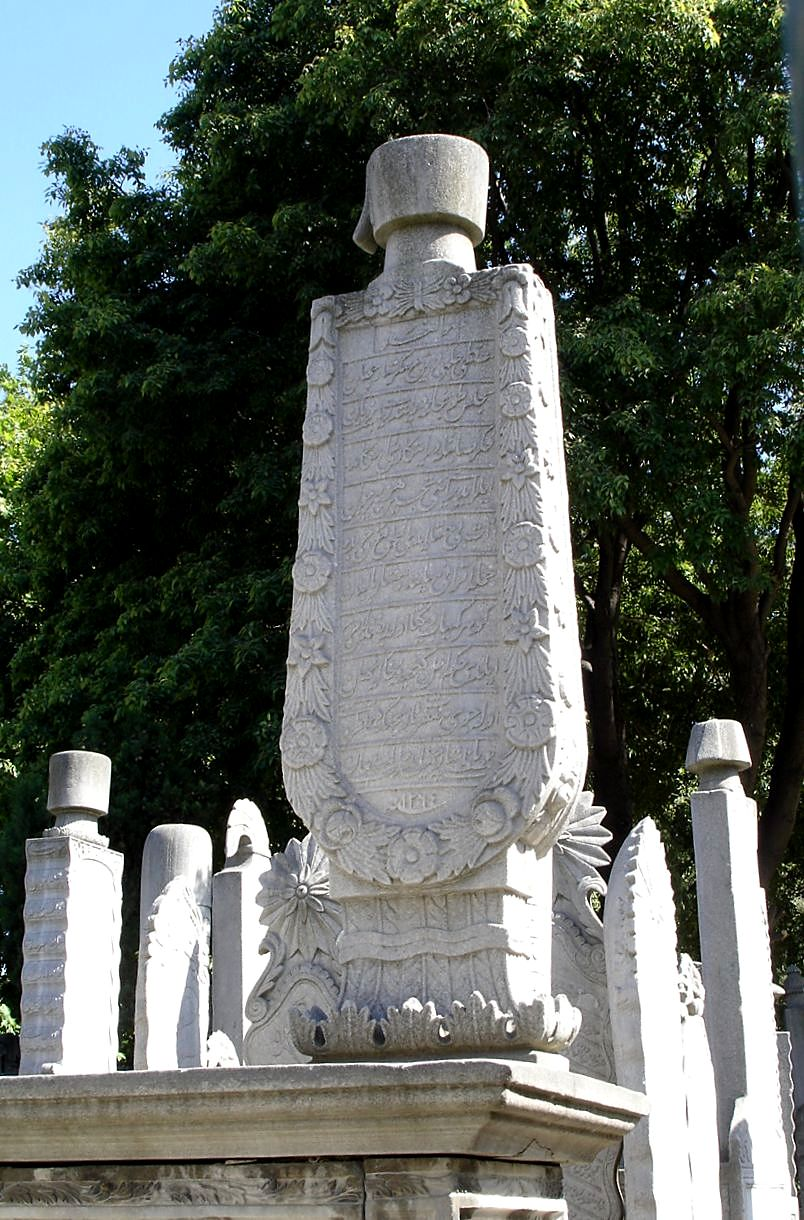
Osmanischer Grabstein (Istanbul, 19. Jh.)

### Grabsteine im Islam
Im Islam kann ein Grab nach der Beisetzung mit einem Grabstein versehen werden, der den Namen und das Alter des Verstorbenen (sowohl nach dem Lunarkalender des Islams als auch nach dem gregorianisch geprägten Solarkalender), die Namen des Vaters oder der Mutter, Blumenornamentik, Bilder der Verstorbenen, schriftliche Verweise auf ihre Todesursachen, Koranverse und Hadithe beinhalten kann. Hier gibt es teilweise Unterschiede, je nach Ethnie und Land oder nach Gesichtspunkten wie wirtschaftlicher, politischer und sozialer Status des Verstorbenen. Auf den meist ungepflegten Berberfriedhöfen finden sich namenlose, unbehauene senkrechte Steinplatten, die weniger der Erinnerung an die Toten dienen als dem Zweck der Markierung zur Vermeidung von Doppelbelegungen desselben Platzes.

### Gräber in Japan
In Japan werden Grabsteine üblicherweise mit Grab der Familie … beschriftet. Die einzelnen beigesetzten Familienmitglieder werden, wenn überhaupt, nur auf der Rückseite aufgelistet. Die Familienzugehörigkeit wird patrilinear bestimmt. Bräuche und Pflege variieren, jedoch besuchen viele Familienangehörige die Gräber ihrer Familie am Obon-Fest.

## Grabsteinarten
Ein Grabstein kann verschiedene Formen haben.

### Stehender Grabstein
Der stehende Grabstein ist die am weitesten verbreitete Variante des Grabsteins. Er bietet durch seine große, gut einsehbare Fläche viel Raum für Schriften und Verzierungen. Der Vorteil eines stehenden im Vergleich zu einem liegenden Grabstein ist die höhere Resistenz gegenüber Erdabsenkungen. Durch das Fundament und die damit verbundene Standfestigkeit muss der Steinmetz auch nach langer Zeit nicht nachbessern. Somit werden eventuell anfallende, nachträgliche Kosten vermieden.

### Liegender Grabstein (oder „Grabplatte“)

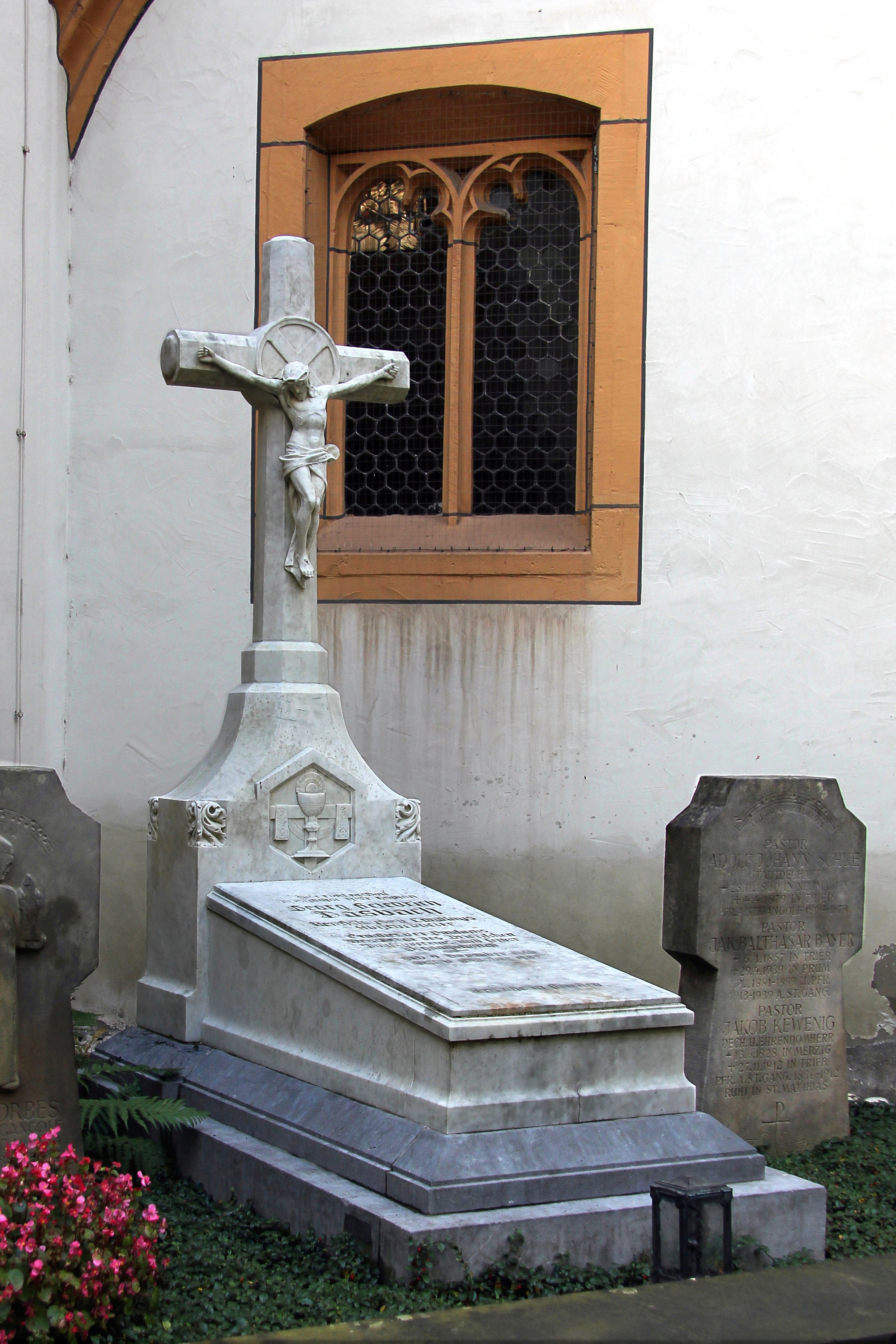
Grabkreuz und Grabplatte von G. F. Dasbach in Trier

Liegende Grabsteine eignen sich für Sarg- und gleichermaßen für Urnengräber. Im Gegensatz zum stehenden Grabstein existieren beim liegenden Grabstein Varianten mit und ohne Fundament. Im zweiten Fall legt der Steinmetz das Grabmal ohne vorherige Fundamentierung auf das Grab und kann es durch einen Keil auf der Rückseite leicht anschrägen. So ist der Schriftzug auf dem Stein von oben gut lesbar. Die Installation des liegenden Grabsteins ist günstiger als die des stehenden Grabsteins, der eine Fundamentierung durch den Steinmetz erfordert. Durch diesen Aspekt ist der liegende Grabstein anfälliger gegenüber Erdabsenkungen und ein Steinmetz muss ihn nachträglich richten, wodurch weitere Kosten entstehen können. Des Weiteren ist der liegende Grabstein mit seiner waagerechten Ausrichtung und Nähe zum Boden anfälliger gegenüber Schmutz und Witterungseinflüsse. Daher bedarf er regelmäßiger Pflege und Säuberung, um die Grabanlage in einem ansprechenden Zustand zu erhalten. Andererseits entfallen bei einem liegenden Stein, der die gesamte Grabfläche bedeckt, die Bepflanzung und deren Pflege.

### Wiesenstein
Der Wiesenstein ist eine kleine Grabplatte, die ein Steinmetz ebenerdig in den Erdboden einarbeitet. Die Grabpflege ist einfach, da der Grabinhaber lediglich umliegendes Gras regelmäßig entfernen und Schmutz auf der Grabplatte beseitigen sollte. Weitere Pflanzarbeiten entfallen. Aufgrund der Größe und Pflege dieser Art der Grabanlage ist der Wiesenstein eine kostengünstige Alternative im Vergleich zu stehenden oder liegenden Grabsteinen mit Einfassung. Ob und in welcher Weise ein Wiesengrab angelegt werden darf, ist durch die Friedhofsordnung bestimmt, die vor bestimmten Maßnahmen eingesehen werden sollte.
Stehende und liegende Grabsteine können mit oder ohne Einfassung eingerichtet werden. Teilweise verlangen Friedhofsordnungen jedoch eine Einfassung. Auf die Einfassung kann eine Abdeckung in verschiedenen Formen (halboffen oder geschlossen) angebracht werden.

## Gestaltungsvorschriften
Größe und Aussehen von Grabsteinen unterliegen in Deutschland der jeweiligen Friedhofsordnung. Grabsteine werden aus Natursteinen aus aller Welt hergestellt. Die Friedhofsordnungen liegen in der Gestaltungshoheit von Kommunen oder Kirchen. Die Vorschriften befassen sich unter anderem mit der Farbe und Oberflächenbearbeitung des Grabsteins, mit eingravierten Schriftbuchstaben oder aufgesetzten Buchstaben aus Bronze oder Aluminium. Manche Friedhofssatzungen machen auch Vorgaben hinsichtlich des Inhalts der Inschriften, so sind manchmal nur Name und Lebensdaten der Verstorbenen gestattet oder es werden „anstößige“ Inschriften verboten.
Daneben gibt es auf vielen Friedhöfen auch einzelne Gräberfelder mit einheitlich gestalteten Grabsteinen für Verstorbene einer bestimmten Gruppe, z. B. Angehörige einer Ordensgemeinschaft.

### Grundformen der Grabsteine

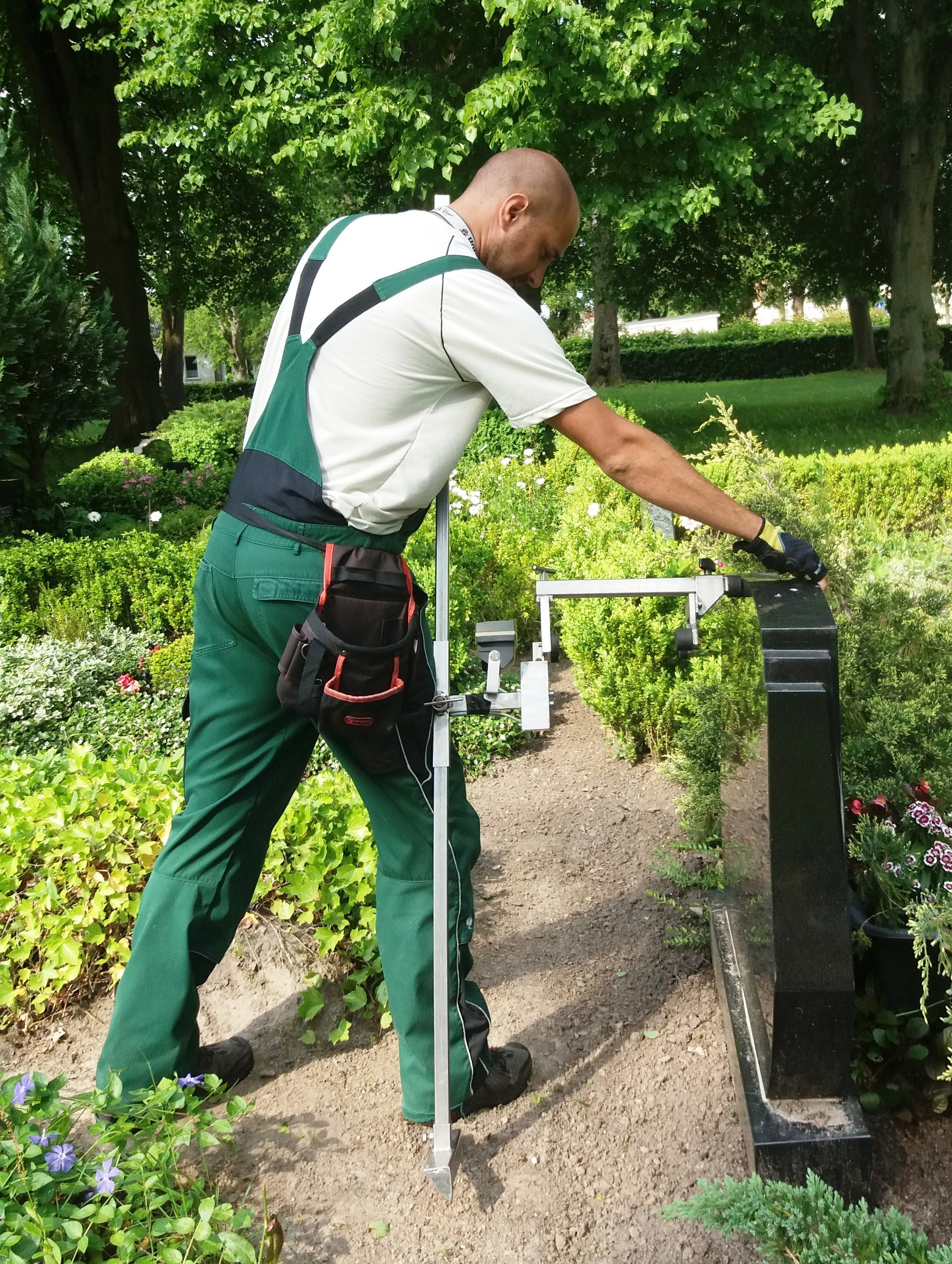
Sachkundig durchgeführte Standfestigkeitsprüfung eines Grabmals (sog. Rüttelprobe)

- Breitstein (meist für Doppelgrabstellen): Breite des Steins ca. 1,20 m und mehr, Höhe unterschiedlich ab 1,00 m
- Reihenstein (meist für Einzelgrabstellen): Breite des Steins ca. 0,80 m, Höhe ab 0,80 m
- Stele (meist für Einzelgrabstellen): hoher, freistehender Pfeiler
- Urnenstein (Einzelgrabstelle oder Sammelgräber): Höhe meist unter 0,60 m und quaderförmig
- Kissenstein oder Liegestein (meist für Einzelgrabstellen): rechteckige bis quadratische Form (Größe variabel ca. 0,50 × 0,50 m), ca. 0,15 bis 0,20 m hoch

Daneben bieten sogenannte Gestaltungsfelder (eigenständige Grabfelder auf Friedhöfen) die Möglichkeit, nach den Vorstellungen der Hinterbliebenen frei gestaltete Grabsteine aufzustellen. Steinmaterial und Bearbeitung sind frei wählbar, die Größe der Steine wird durch die Grabfläche begrenzt.
Grundsätzlich gilt aber meist, dass von jedem Grabstein zunächst ein Entwurf eingereicht und von der Friedhofsverwaltung genehmigt werden muss. Ausnahmen gelten meist nur bei Gräbern, für die ohnehin eine einheitliche Gestaltung vorgegeben wurde.

### Standfestigkeit
Stehende Grabsteine, die höher als 0,50 m sind, werden in regelmäßigen Zeitabständen – meist nach der Frostperiode – zur Sicherung der Verkehrssicherheit einer Standfestigkeitsprüfung unterzogen. Ein Beauftragter der Friedhofsverwaltung prüft von Hand, ob der Stein noch fest mit dem Sockel und dem Fundament verankert ist. Ein komplexeres Prüfverfahren erfolgt mit mechanischen Geräten, die eine gleichbleibende Last gegen den Stein aufbringen. Dabei wird das „unkontrollierte Rütteln von Hand“ vermieden, durch das möglicherweise Steine gelöst werden können.

## Grabsteine als genealogische Quelle
Der Verein für Computergenealogie e. V. (CompGen) dokumentiert die Grabsteine und veröffentlicht sie im Rahmen des Grabstein-Projekts. Bis Anfang 2021 wurden Grabsteine auf über 7000 Friedhöfen erfasst. Während weitergehende personenbezogene Daten der Standesämter in Deutschland erst 30 Jahre nach dem Tod eines Probanden abgefragt werden können, sind Grabsteine sofort nach Aufstellung zugänglich und unterliegen keinen datenschutzrechtlichen Vorschriften. Andererseits werden Grabsteine heute häufig unmittelbar nach Ende der Ruhefrist entfernt, sodass die fotografische Dokumentation nicht nur die Daten sichert, sondern in Zukunft wohl auch eine wichtige Quelle für die Grabkultur werden wird.

## Restitutionsstein

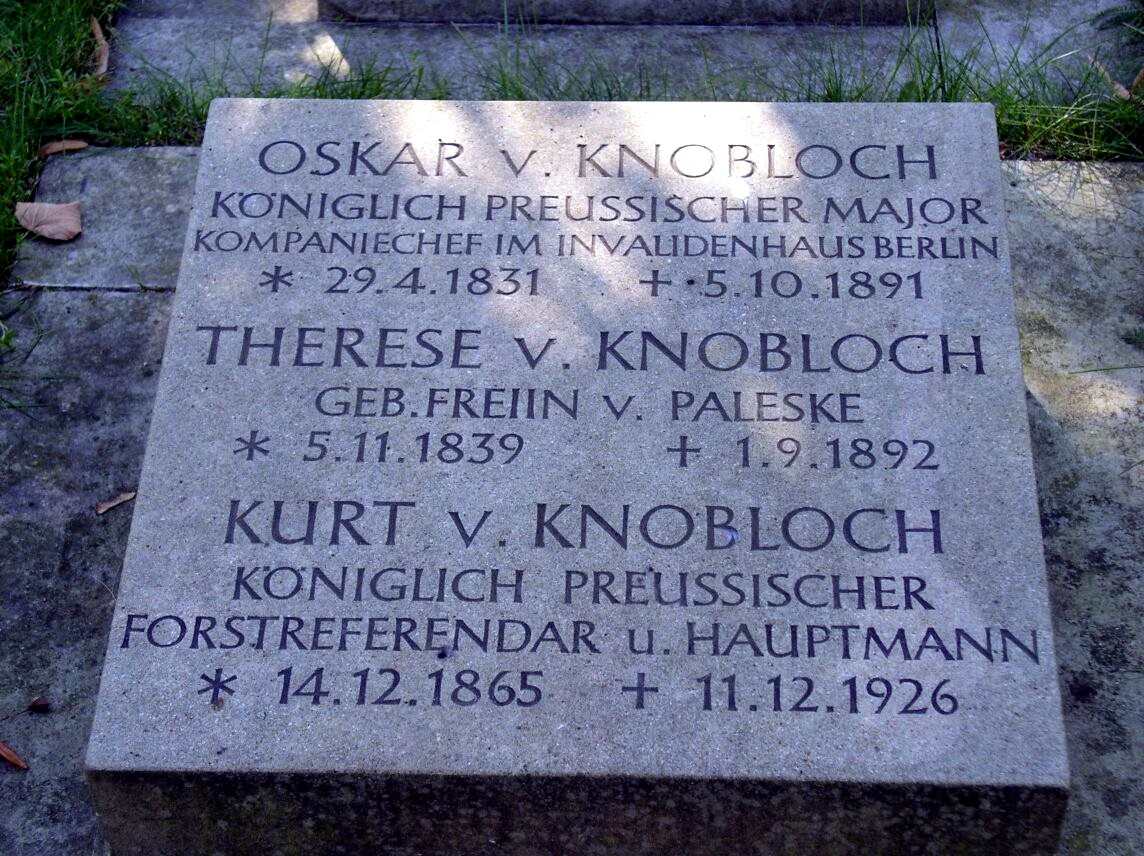
Restitutionsstein auf dem Grab von Oskar von Knobloch, Therese von Knobloch und Kurt von Knobloch auf dem Invalidenfriedhof, Berlin

Ein Restitutionsstein (von Restitution = Wiederherstellung) ist ein Grab- oder Gedenkstein, der bei der Restaurierung historischer Friedhöfe eingesetzt und an Stellen des Friedhofs platziert wird, für die ein historisches Grab nachgewiesen ist. Dort ersetzt er den ursprünglichen, verloren gegangenen Grabstein.
Restitutionssteine sind meist schlicht gestaltet und bestehen aus einem einfachen Steinblock mit abgeschrägter Oberkante. In die Oberfläche sind die Namen der Beerdigten und deren Lebensdaten eingemeißelt, hinzu kommen vor allem bei Gräbern militärisch bedeutsamer Personen stilisierte Darstellungen bekannter Orden wie etwa das Eiserne Kreuz oder der Pour le Mérite. Manchmal wird auch die ursprüngliche Inschrift – sofern sie noch bekannt ist – im Wortlaut wiederholt, sodass auch ausführlichere Angaben zum Leben der Bestatteten oder Sprüche, Bibelzitate usw. vorkommen können.

## Import von Grabsteinen und Kinderarbeit
Ein erheblicher Anteil der in Deutschland verwendeten Grabsteine und der zur Grabmalherstellung benutzten Steinblöcke wird aus Indien importiert. 2016 stammte mindestens jeder dritte in Deutschland aufgestellte Grabstein aus Indien. Mit einem Anteil von etwa einem Drittel an der Gesamtausfuhr ist Deutschland der größte Abnehmer indischer Grabmale. Lange war der Grabmalsektor mit dem Vorwurf konfrontiert worden, die Grabsteine würden häufig mit Hilfe von Kinderarbeit hergestellt, was gegen das Übereinkommen 182 der Internationalen Arbeitsorganisation (ILO) verstößt. Die indische Regierung geht für die Provinz Rajasthan von insgesamt etwa 300.000 tätigen Kindern aus, die in Minen arbeiten. Insgesamt stünden 60 % der beschäftigten Kinder in Schuldknechtschaft. Verschiedene Kommunen und Gemeinden in Deutschland änderten nach Kenntnis dieser Umstände ihre Friedhofssatzungen. So werden Grabsteine nur zugelassen, wenn sie als nicht aus Kinderarbeit stammend zertifiziert sind, wie sie von der 2005 unter Beteiligung von Misereor gegründeten Organisation Xertifix oder von der Unternehmensberatung WiN=WiN–Agentur für globale Verantwortung durch das Siegel Fair Stone vergeben werden. Inzwischen wurden diese Satzungen verschiedentlich verboten. Der Verwaltungsgerichtshof Baden-Württemberg erklärte die Satzung von Stuttgart, die Kinderarbeit verhindern sollte, 2015 für ungültig und stellte fest, es „gebe einfach kein staatlich anerkanntes Zertifikat für solche Grabsteine“. Kurz davor hatte der Verwaltungsgerichtshof schon die Satzung der Stadt Kehl für unwirksam erklärt. Bereits 2013 hatte das Bundesarbeitsgericht eine ähnliche Satzung der Stadt Nürnberg für unwirksam erklärt. Mittlerweile (Stand Anfang 2023) haben zahlreiche Bundesländer in ihren Bestattungsgesetzen Regelungen getroffen, die es den Friedhofsträgern ermöglichen, in ihren Satzungen zu bestimmen, dass nur noch Grabmale aufgestellt werden dürfen, die nachweislich ohne Einsatz „schlimmster Formen von Kinderarbeit“ (im Sinne von Artikel 3 des Übereinkommens Nr. 182 der Internationalen Arbeitsorganisation ILO) produziert wurden (zum Beispiel Bayern oder Rheinland-Pfalz). Nordrhein-Westfalen hat (als einziges Bundesland) im geltenden Bestattungsgesetz eine entsprechende Regelung gesetzlich landesweit vorgeschrieben. Der Paragraph 4a („Grabsteine aus Kinderarbeit“) trat nach jahrelanger Verzögerung Anfang 2020 in Kraft und hat zur Folge, dass für bestimmte Herkunftsländer (China, Indien, Philippinen und Vietnam) ein Zertifikat verlangt wird.

## Auswahl von Grabsteinausgestaltungen

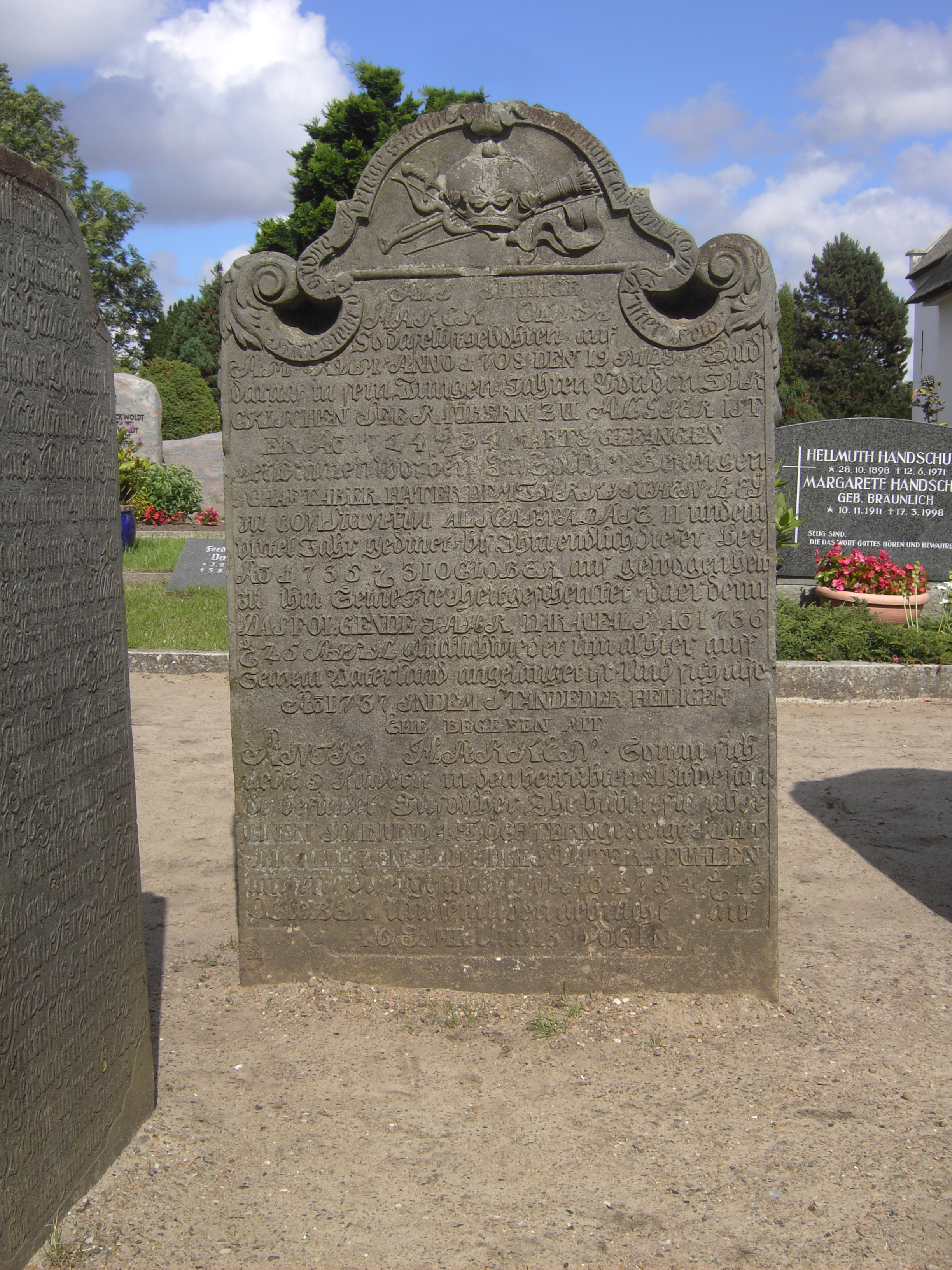
Sprechende Grabsteine (Amrum), 1754
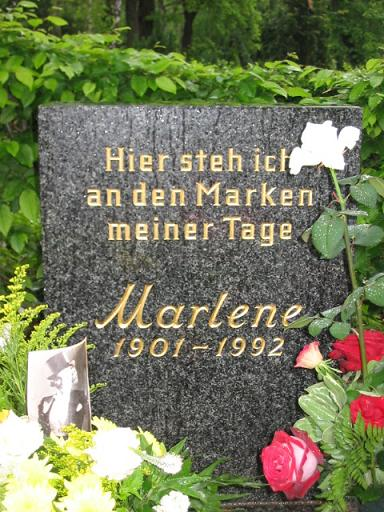
Grabstein von Marlene Dietrich in Berlin-Friedenau
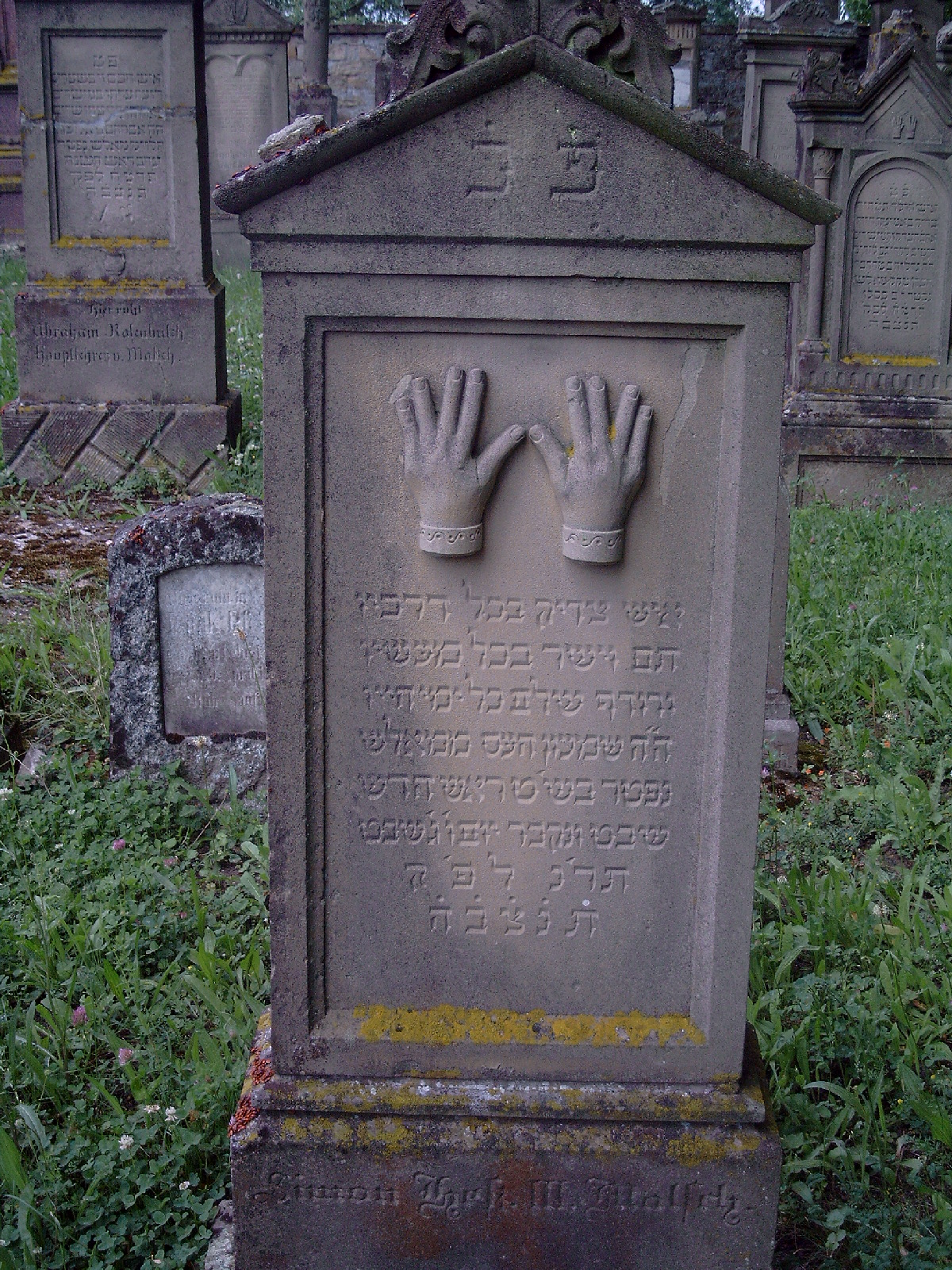
Segnende Hände auf einem jüdischen Grabstein
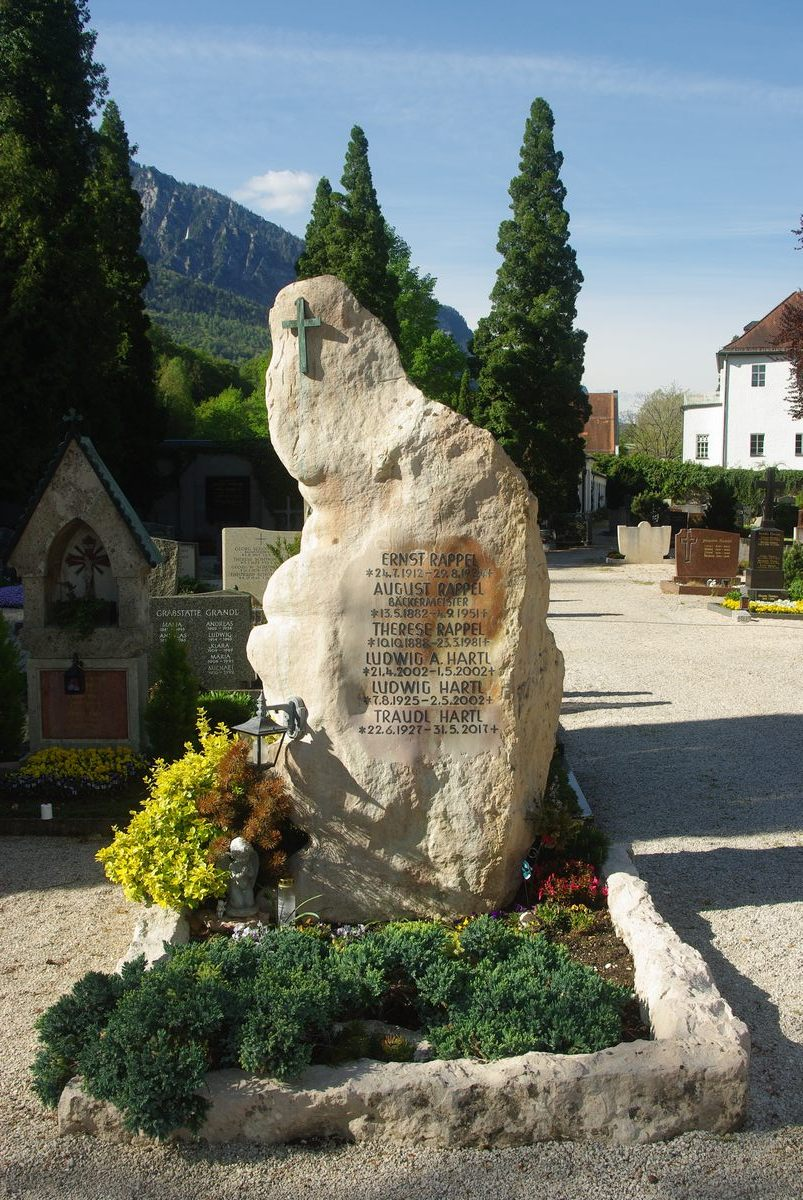
Naturstein auf dem Friedhof St. Zeno in Bad Reichenhall
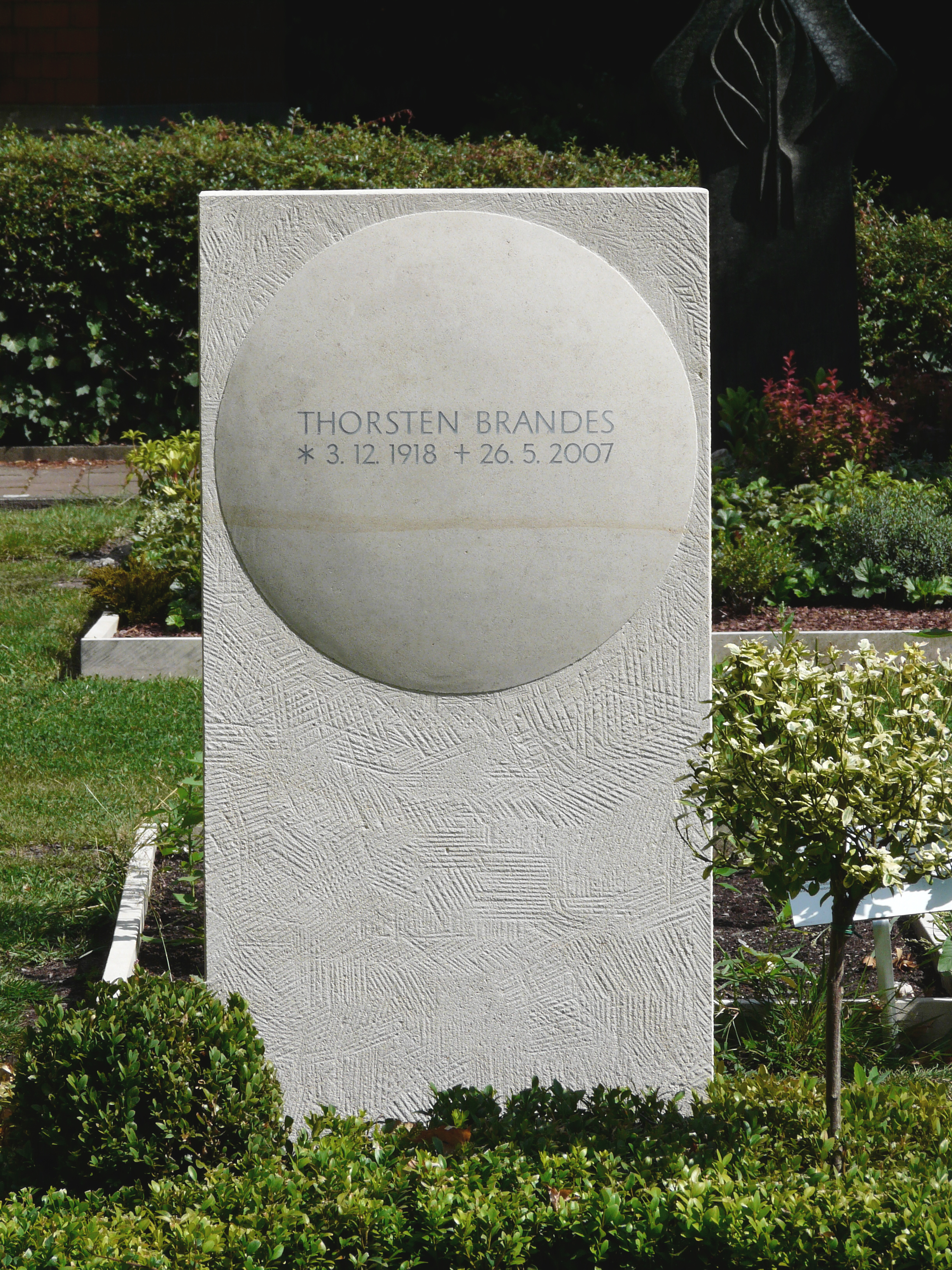
Moderne Grabmalgestaltung
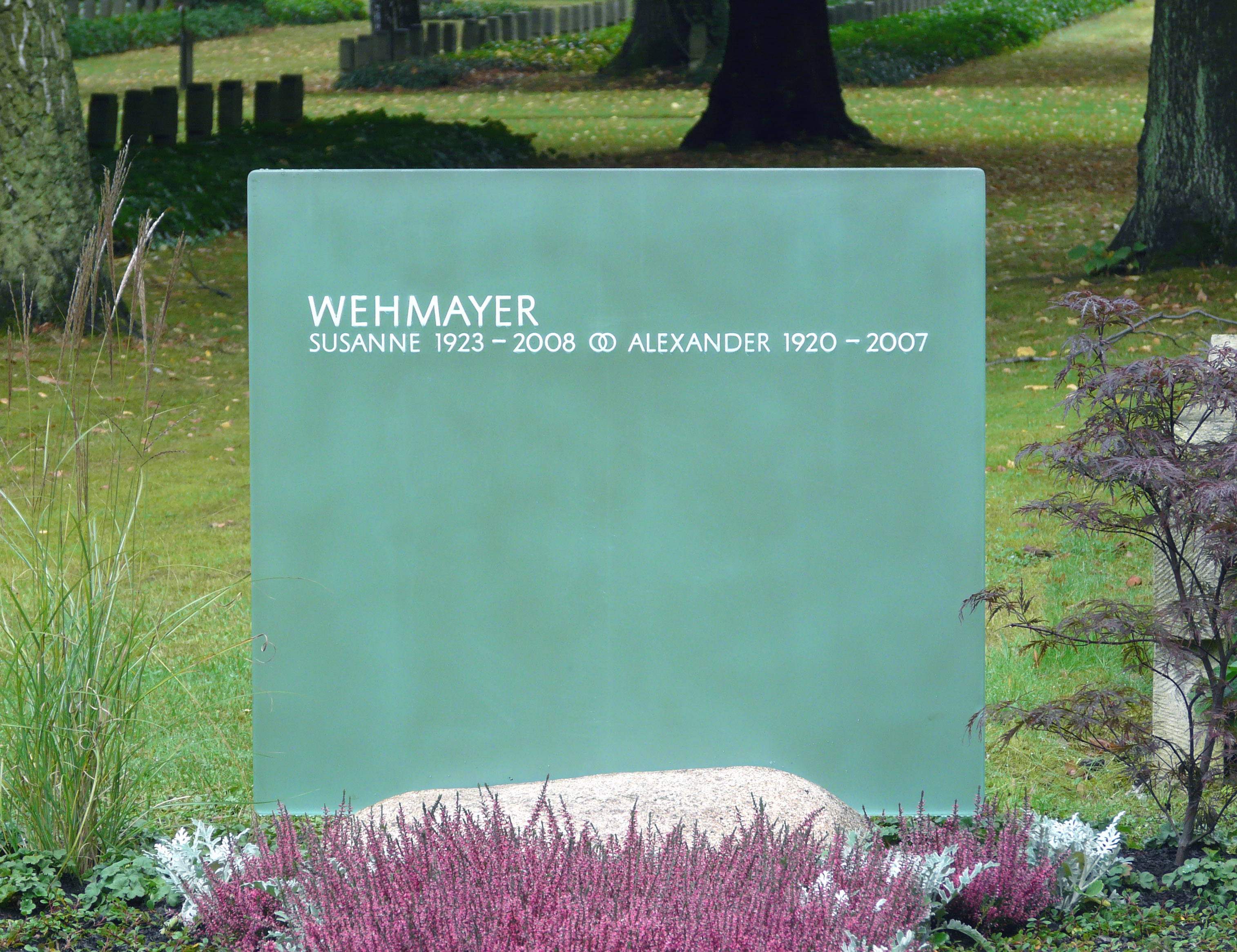
Grabmal aus Glas mit Marmorschrift
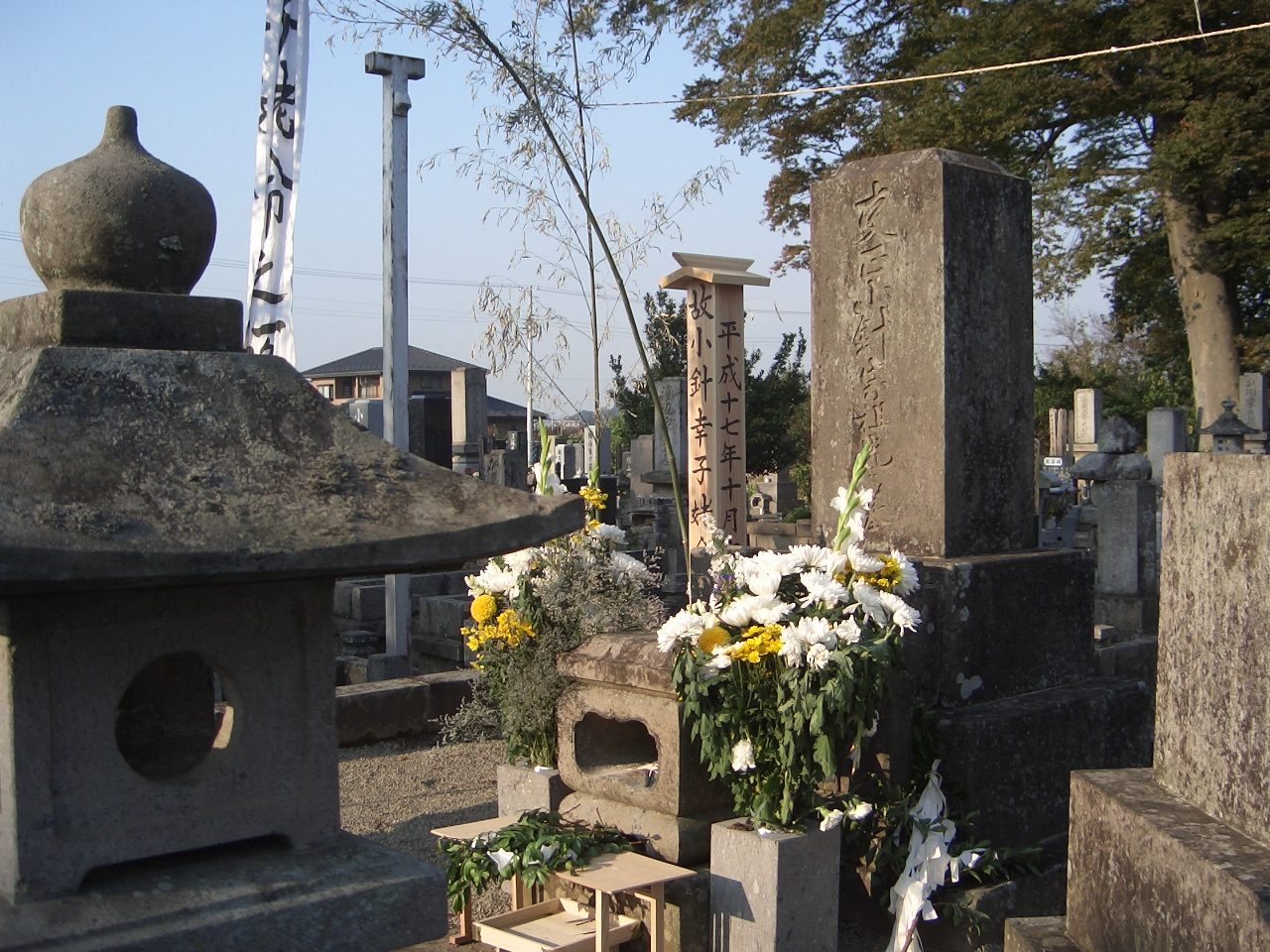
Historische Grabsteine in Japan
Der ewige Friede – Soldatenwandgrabplatte aus Eisenguss

## Gestaltungsentwicklung
In früheren Zeiten war neben den Daten des Verstorbenen, der Verwandtschaftsbezug der Verstorbenen in Familiengräbern, Informationen über Herkunft, Beruf, Tätigkeit, Funktionen gelegentlich ein in oft ovale Keramik gebranntes Porträt üblich. Einige alte Grabmale tragen einen Leit- oder Sinnspruch, manche figurale Ausgestaltung, wie Symbole aus dem Bereich des Glaubens, aber auch aus dem Leben. Beispielhaft seien die mit den Köpfen unten gekreuzten Hämmer des – beendeten – Bergbaus genannt. Eine neue Tendenz ist die stärkere Individualisierung von Grabsteingestaltungen, die persönliche Lebensbezüge darstellen oder sehr nüchtern originelle Sprüche wie: Das war alles. Oder: Nur tiefergelegt. Diese Strömung ist auffallend stark in deutschen Metropolen, auch am Wiener Zentralfriedhof stärker, sonst weniger verbreitet.
Auf Grund der Veränderung in der aktuellen Sepulkralkultur, die zunehmend auch im Internet ihren Ausdruck findet (Online-Friedhöfe und Online-Gedenkseiten), entstand die Idee, die tatsächliche Grabstätte mit einem virtuellen, internetbasierten ‚Trauerraum‘ – der von den Angehörigen eigenständig gestaltet werden kann – zu verbinden. So wurde bereits 2012 ein erster QR-Grabstein mit 2D-Barcode auf einem Friedhof in Deutschland aufgestellt, der durch die Verwendung einer probaten Scantechnik das Abrufen digitaler Inhalte mit mobilen Endgeräten und Smartphones am Grabmal ermöglichte. Der QR-Code, der reliefartig direkt in den Naturstein eingearbeitet wurde, war als eigenständiges Gestaltungselement zu werten. Ein Verbot durch den Friedhofsträger war somit nicht möglich.

## Andere Wortnutzung
In der Schweiz ist Grabstein eine sehr gebräuchliche, umgangssprachliche Bezeichnung für die militärische Erkennungsmarke.

## Sonstiges
Im August 2013 gab es in Duisburg eine kurze Kontroverse um die Frage, ob ein von einer Hells-Angels-Gruppe für einen verstorbenen 17-Jährigen gestifteter Grabstein, der einen als „81 Affa“ codierten Slogan des Rockerclubs enthält, akzeptiert wird. Obwohl laut Friedhofsordnung nur christliche Symbole und Daten des Verstorbenen enthalten sein dürften, war der Entwurf des Steins versehentlich nicht beanstandet worden und so durfte der bereits gesetzte Stein aus Rücksicht auf die trauernde Mutter in diesem Einzelfall stehen bleiben.
Das Sozialgericht Mainz (Urteil, Az, S. 11 SO 33/15 vom 19. Juni 2018) hat einer Klägerin einen Betrag von 1.856,40 € für einen Grabstein zugesprochen. Zur Begründung führte es aus, dass zu den vom Sozialamt bei Mittellosen zu übernehmenden Bestattungskosten (§ 74 Sozialgesetzbuch XII) auch die Kosten eines einfachen Grabsteins gehörten.